# Burns City
Burns City – jednostka osadnicza w Stanach Zjednoczonych, w stanie Indiana, w hrabstwie Martin.